# Георгиевский собор (Гусь-Хрустальный)
Гео́ргиевский собо́р — бывший православный храм в городе Гусь-Хрустальный во Владимирской области. В настоящее время действует как Музей хрусталя, входящий в состав Владимиро-Суздальского музея-заповедника.

## История
Собор построен в 1892—1903 годах на средства мецената и стеклопромышленника Юрия Нечаева-Мальцова по проекту архитектора Леонтия Бенуа. В плане представляет собой базилику, что довольно необычно для храмов неорусского стиля (другой пример — Покровский храм в Гродно).
В 1904 году храм освящён в честь святого Георгия Победоносца и украшен по проекту художника Виктора Васнецова. Фреска «Страшный суд» и мозаика «О тебе радуется, Благодатная», выполненная петербургским мастером-мозаичистом Владимиром Фроловым, частично сохранились до настоящего времени.
В советский период купол, колокольня и верхняя часть собора снесены, а с 1983 года в здании храма размещён Музей хрусталя, входящий во Владимиро-Суздальский музей-заповедник.

Детали экстерьера и интерьера
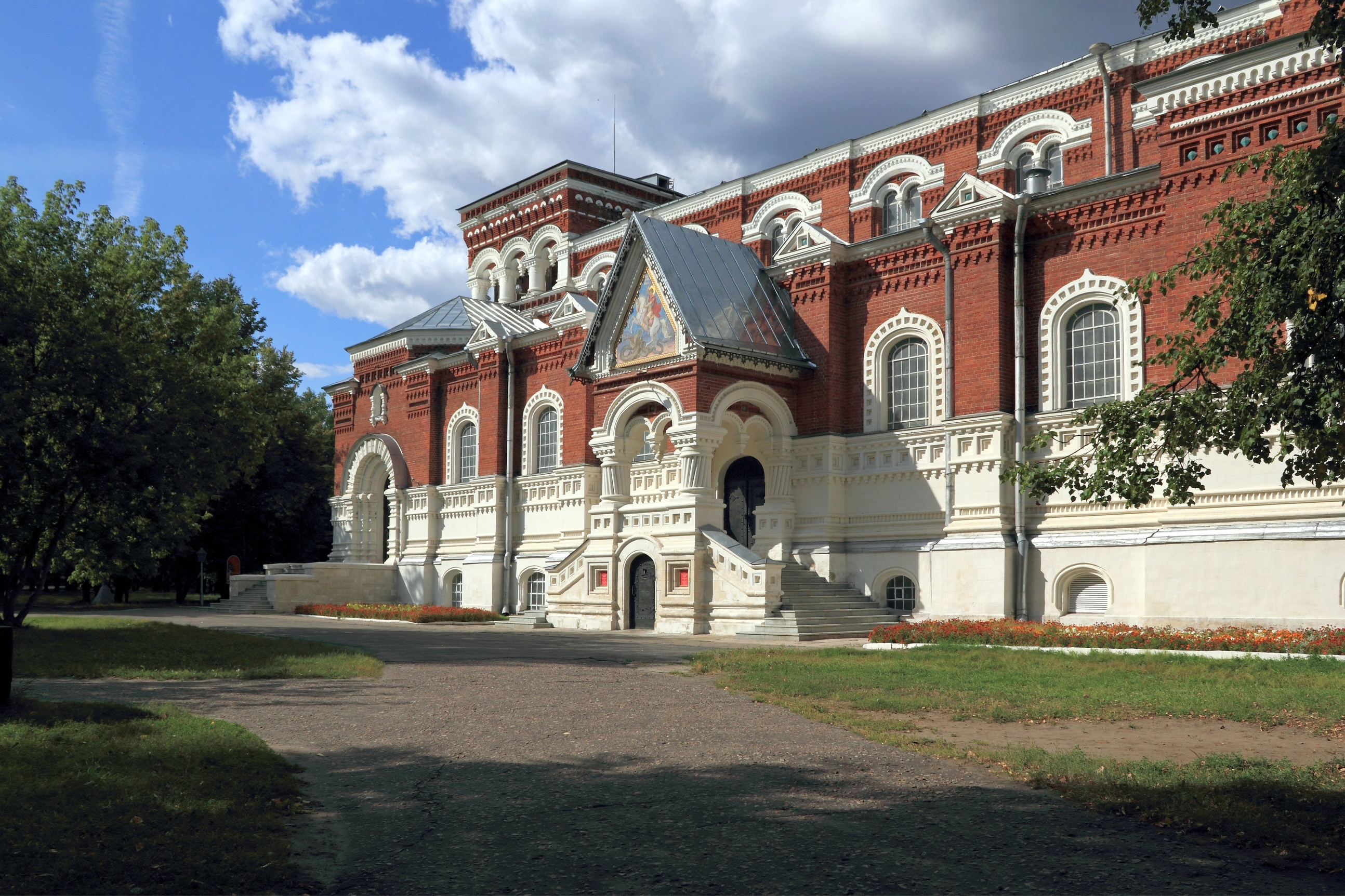
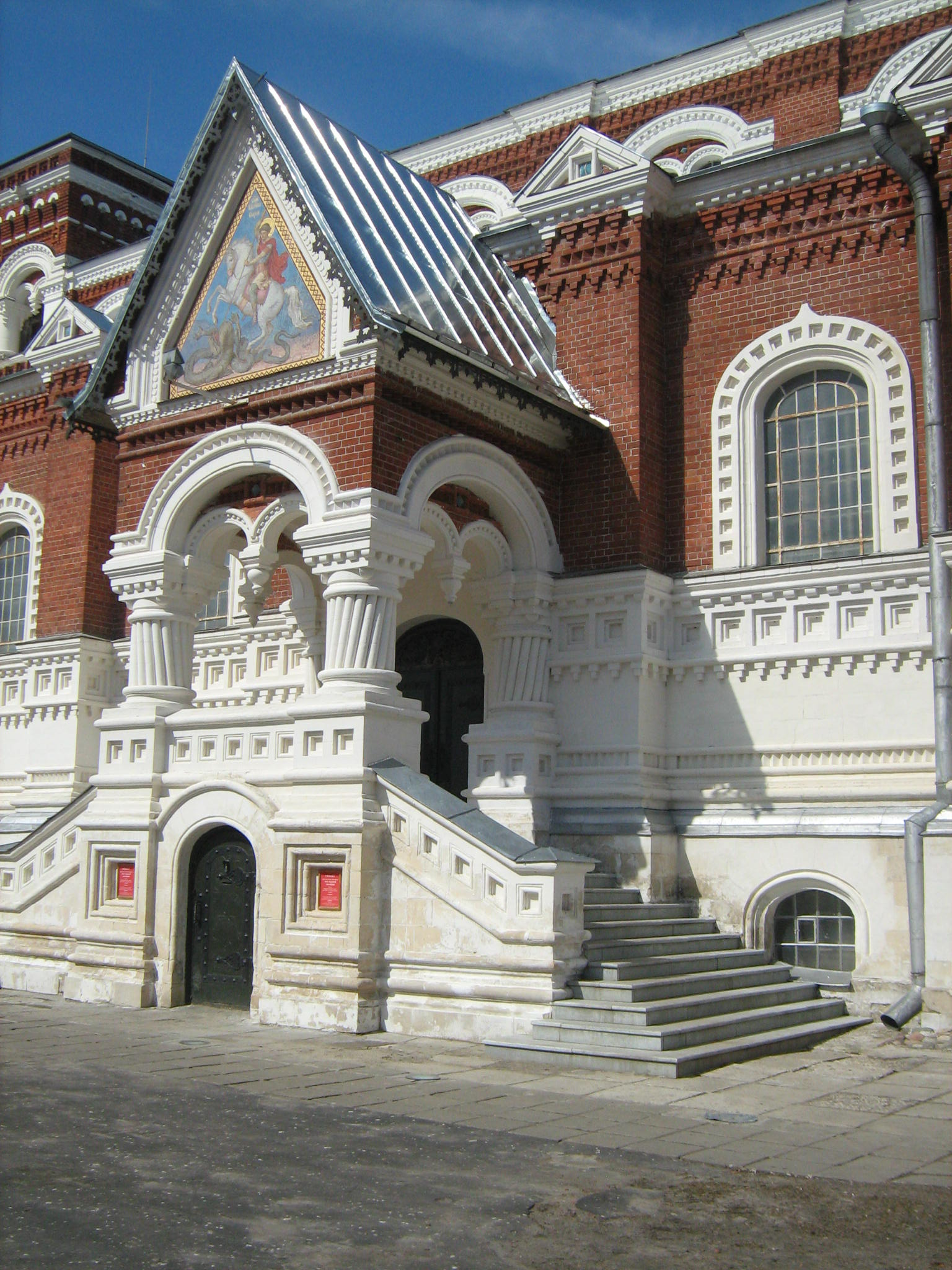
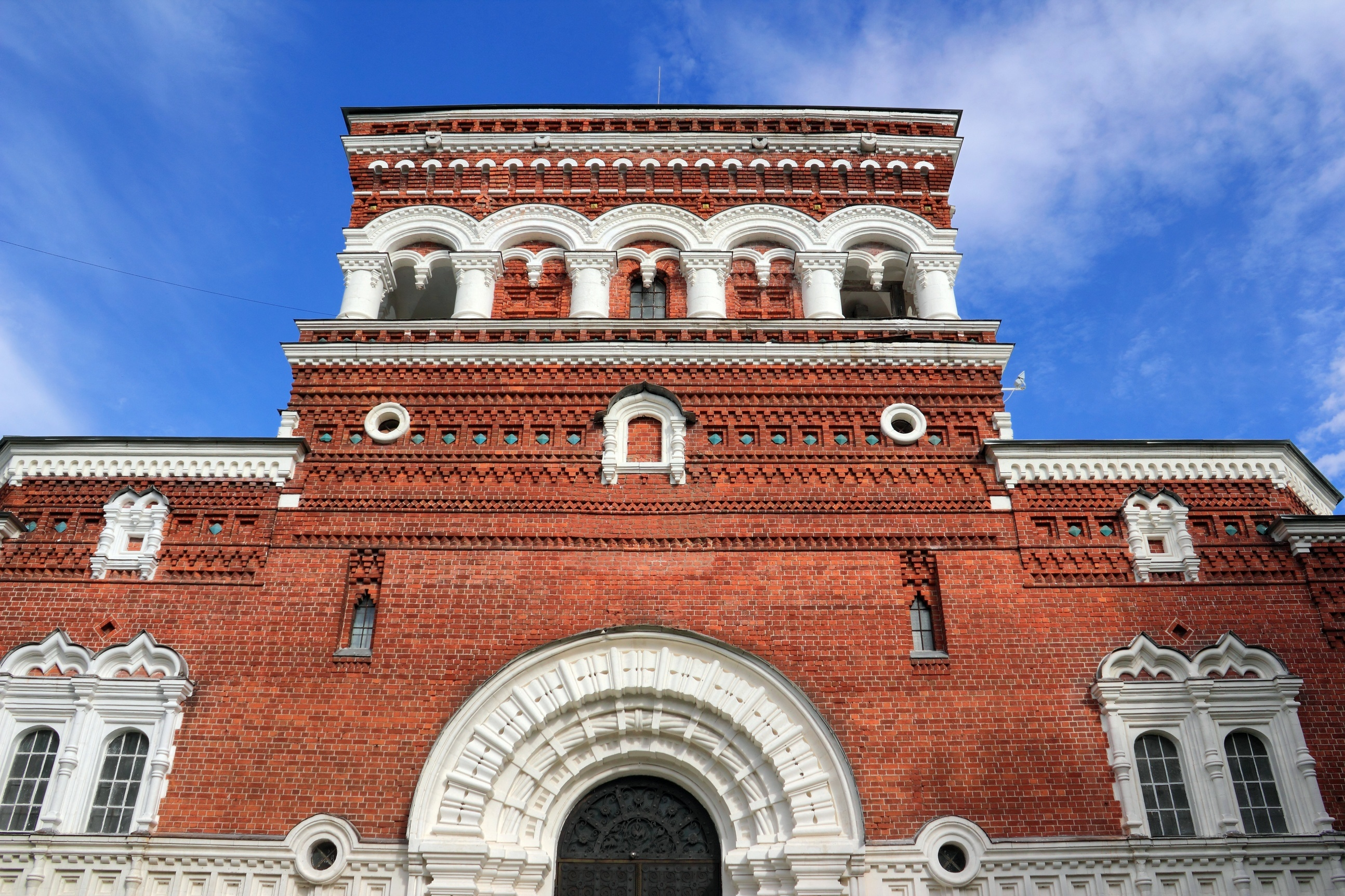
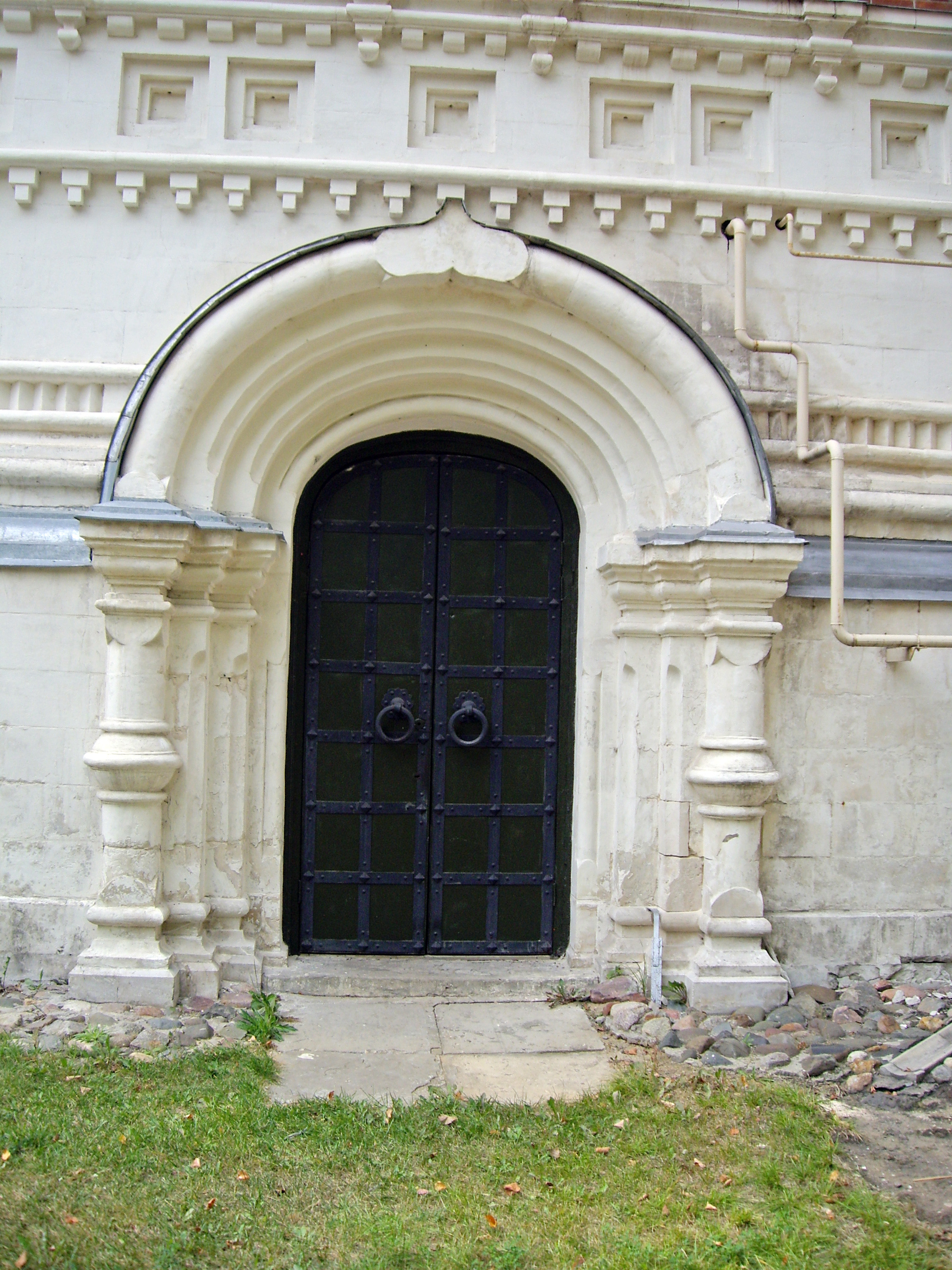
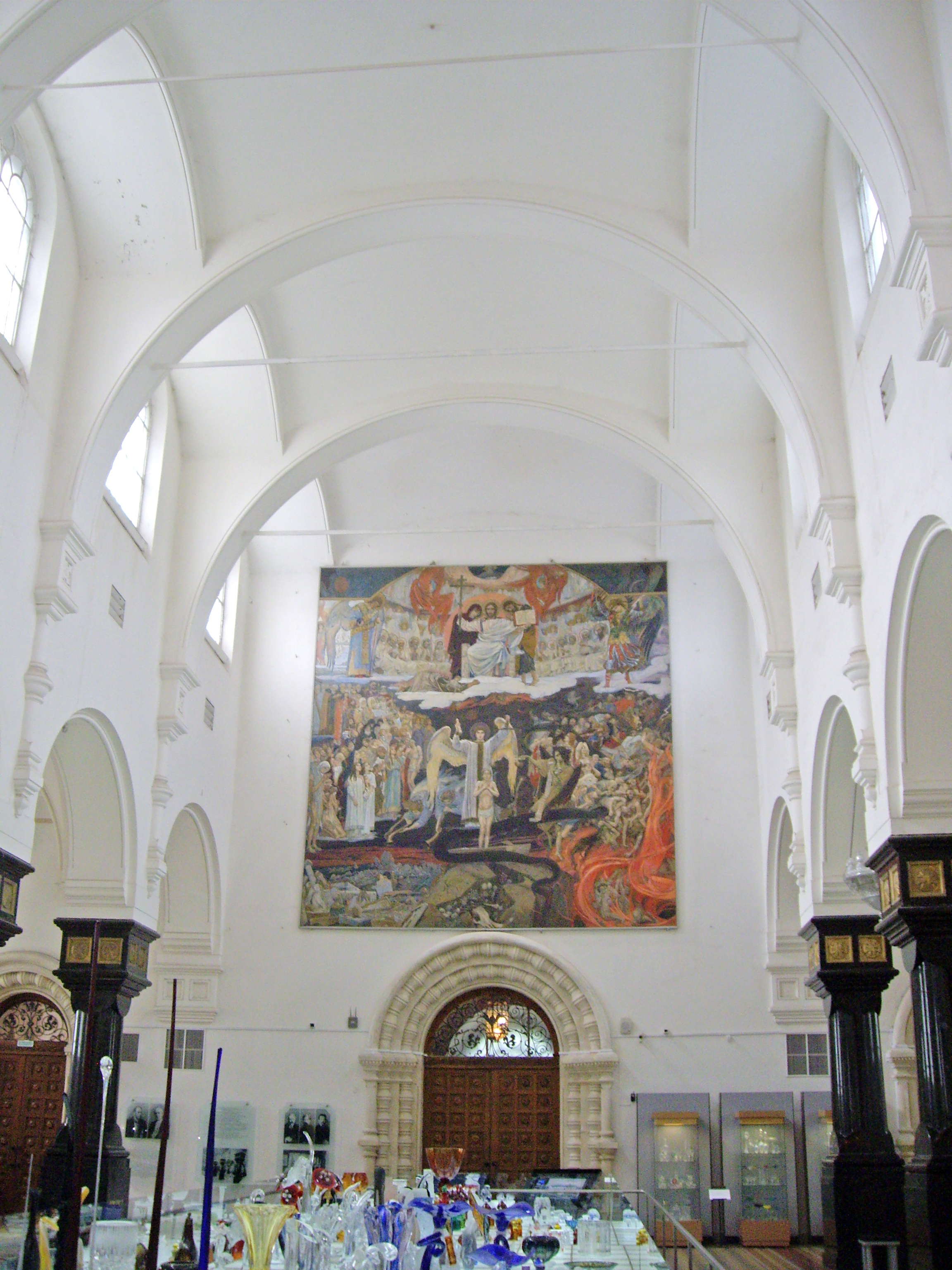